# Xestocephalus nikkoensis
Xestocephalus nikkoensis är en insektsart som beskrevs av Matsumura 1914. Xestocephalus nikkoensis ingår i släktet Xestocephalus och familjen dvärgstritar. Inga underarter finns listade i Catalogue of Life.